# العلاقات التونسية الليختنشتانية
العلاقات التونسية الليختنشتانية هي العلاقات الثنائية التي تجمع بين تونس وليختنشتاين.
السفير التونسي في سويسرا هو المعتمد لدى ليختنشتاين، بينما السفير السويسري في تونس هو الممثل لليختنشتاين فيها، وذلك حسب اتفاقية تعود لسنة 1919 بين سويسرا وليختنشتاين.

## مقارنة بين البلدين
هذه مقارنة عامة ومرجعية للدولتين:
| وجه المقارنة                                              | تونس                                       | ليختنشتاين                                 |
| --------------------------------------------------------- | ------------------------------------------ | ------------------------------------------ |
| المساحة (كم2)                                             | 163.61 ألف                                 | 16                                         |
| عدد السكان (نسمة)                                         | 11.53 مليون                                | 37.47 ألف                                  |
| الكثافة السكانية (ن./كم²)                                 | 70.47                                      | 234.19 ألف                                 |
| العاصمة                                                   | تونس                                       | فادوتس                                     |
| اللغة الرسمية                                             | اللغة العربية                              | اللغة الألمانية                            |
| العملة                                                    | دينار تونسي                                | فرنك سويسري                                |
| الناتج المحلي الإجمالي (بليون دولار)                      | 40.26 مليار                                | 6.29 مليار                                 |
| الناتج المحلي الإجمالي (تعادل القوة الشرائية) بليون دولار | 129.05 مليار                               |                                            |
| الناتج المحلي الإجمالي الاسمي للفرد دولار أمريكي          | 3.87 ألف                                   |                                            |
| الناتج المحلي الإجمالي للفرد دولار أمريكي                 | 11.44 ألف                                  |                                            |
| مؤشر التنمية البشرية                                      | 0.721                                      | 0.908                                      |
| رمز المكالمات الدولي                                      | +216                                       | +423                                       |
| رمز الإنترنت                                              | .tn                                        | .li                                        |
| المنطقة الزمنية                                           | ت ع م+01:00، توقيت وسط أوروبا، ت ع م+02:00 | توقيت وسط أوروبا، ت ع م+01:00، ت ع م+02:00 |

## منظمات دولية مشتركة
يشترك البلدان في عضوية مجموعة من المنظمات الدولية، منها:
| علم المنظمة | اسم المنظمة                   | تاريخ انضمام تونس | تاريخ انضمام ليختنشتاين |
| ----------- | ----------------------------- | ----------------- | ----------------------- |
|             | الاتحاد البريدي العالمي       | ?                 | ?                       |
|             | الاتحاد الدولي للاتصالات      | 14 ديسمبر 1956    | 25 يوليو 1963           |
|             | منظمة حظر الأسلحة الكيميائية  | ?                 | ?                       |
|             | منظمة التجارة العالمية        | ?                 | ?                       |
|             | منظمة الشرطة الجنائية الدولية | ?                 | ?                       |
|             | الأمم المتحدة                 | 12 نوفمبر 1956    | 18 سبتمبر 1990          |
|             | الوكالة الدولية للطاقة الذرية | 1957              | ?                       |